# Фертики
Фе́ртіки (рос. Фертики) — присілок у Воткінському районі Удмуртії, Росія.
Населення становить 30 осіб (2010, 42 у 2002).
Національний склад (2002):
- росіяни — 81 %

Урбаноніми:
- вулиці — Лучна, Садова, Центральна